# Cechenena papuana
Cechenena papuana är en fjärilsart som beskrevs av Rothschild och Jordan 1903. Cechenena papuana ingår i släktet Cechenena och familjen svärmare. Inga underarter finns listade i Catalogue of Life.